# Blondelia flaviventris
Blondelia flaviventris là một loài ruồi trong họ Tachinidae.